# Stade de La Roche
Le Stade de La Roche est un stade omnisports (servant principalement pour le football et l'athlétisme) néo-calédonien situé dans la commune de La Roche, sur l'île de Maré, dans l'archipel des îles Loyauté.
Le stade, inauguré en 2005, sert d'enceinte à domicile à l'équipe de football de l'Association Sportive Horizon Patho.

## Histoire
Le stade ouvre ses portes en 2005.
Il sert également pour des matchs de cricket et de volley-ball.
Il est rénové en 2016 pour un coût avoisinnant les 1 milliard de CFP. Lors de sa ré-inauguration, les locaux du Horizon Patho s'imposent 2-1 sur le club du Hienghène Sport devant plus de 1 000 spectateurs.